# Aeonium ciliatum
Aeonium ciliatum là một loài thực vật có hoa trong họ Crassulaceae. Loài này được (Willd.) Webb & Berthel. miêu tả khoa học đầu tiên năm 1841.